# Volo El Al 402
Il volo El Al 402, operato dalla compagnia di bandiera israeliana El Al con un quadrimotore Lockheed Constellation, era un volo di linea internazionale previsto da Vienna a Tel Aviv via Istanbul effettuato il 27 luglio 1955 e che, sconfinato nello spazio aereo bulgaro, fu abbattuto da due aerei da caccia MiG-15 bulgari nei pressi di Petrič in Bulgaria. Nessun sopravvissuto tra i 51 passeggeri, né tra i 7 membri dell'equipaggio.
Fu uno dei molti episodi che caratterizzarono l'epoca della guerra fredda in Europa.

## Storia del volo

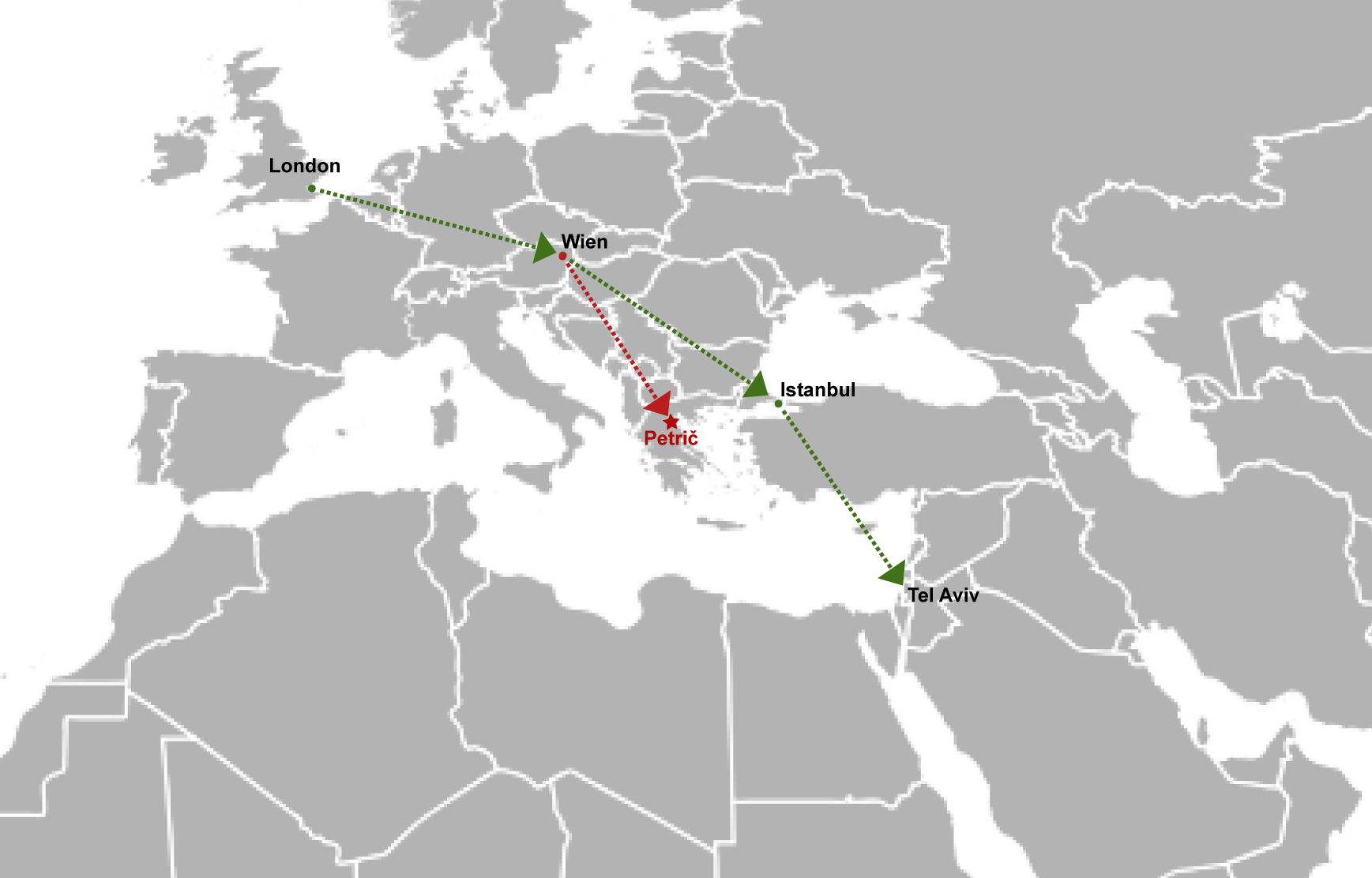
La rotta del volo 402; in verde la rotta prevista, in rosso la rotta effettiva seguita dal velivolo

Il Constellation aveva iniziato il suo volo settimanale da Londra ed era decollato dall'aeroporto Internazionale di Vienna alle 2,53 diretto al Lod Airport di Tel Aviv (oggi aeroporto Ben Gurion) via Istanbul.
Poiché usava la navigazione NDB, con perturbazione temporalesca nell'area, l'equipaggio riteneva di trovarsi sopra il radiofaro di Skopje (odierna Repubblica di Macedonia), ed impostò una virata di 142 gradi. Volando a FL 180 (una quota approssimativa di 18 000 piedi s.l.m.), inavvertitamente deviò dal corridoio aereo Amber 10, invadendo il territorio bulgaro, dove venne intercettato ed attaccato da due caccia MiG-15 "Fagot" della locale aeronautica. L'aereo di linea perse quota, si disintegrò a 2 000 piedi, e precipitò in fiamme a nord della cittadina di Petrič, in Bulgaria, ai confini con Grecia e quella che al tempo si chiamava Jugoslavia. Il disastro non diede scampo ad alcuno dei 58 occupanti.

## L'inchiesta

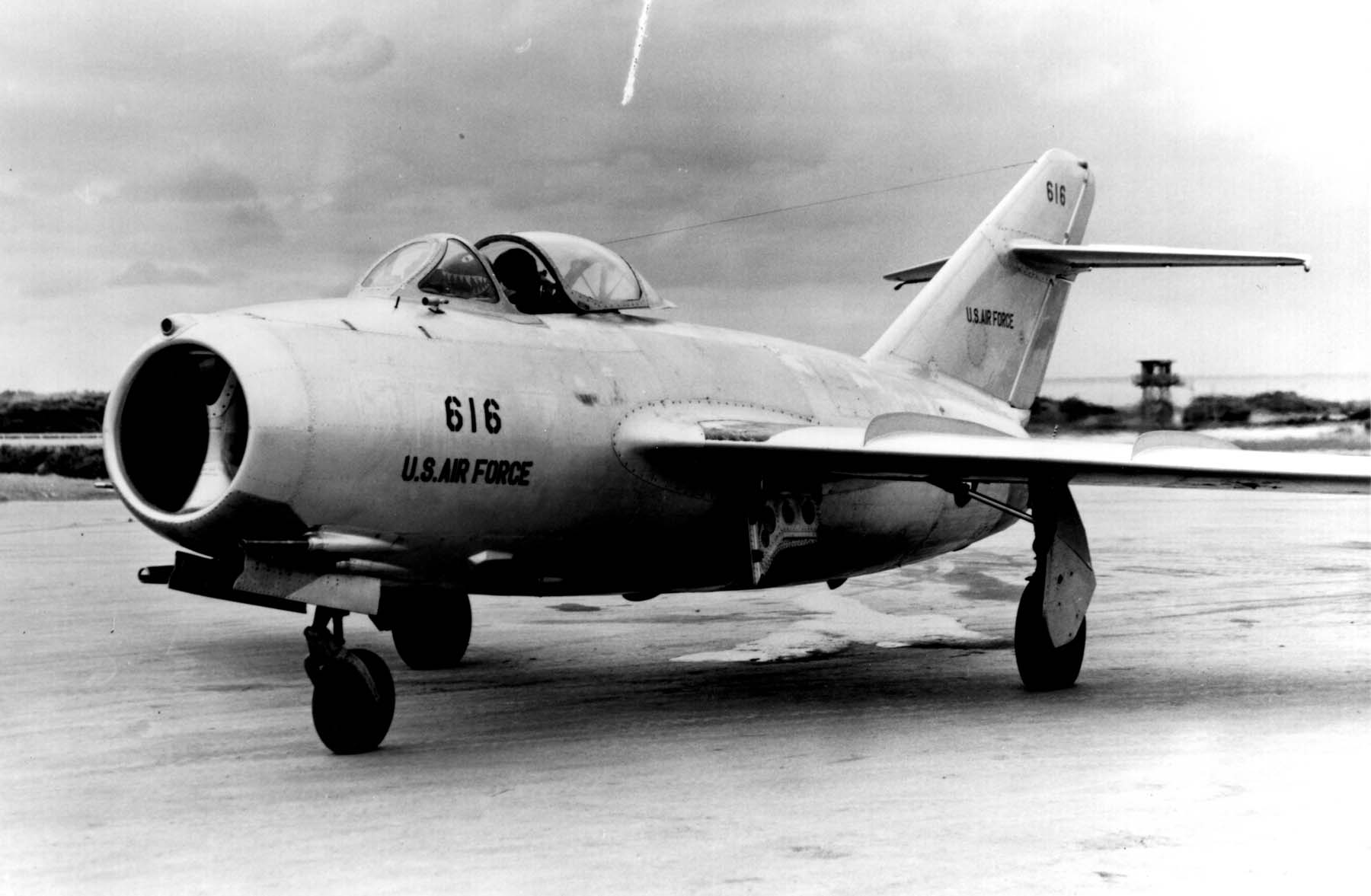
Un MiG-15 "Fagot" simile a quelli che abbatterono il Volo El Al 402

Nei giorni successivi all'incidente le autorità bulgare rilasciarono dichiarazioni intese a sostenere la tesi che l'aereo fosse stato abbattuto dalla contraerea bulgara di stanza al confine con la Macedonia iugoslava. In particolare il 28 luglio Radio Sofia diffondeva un comunicato governativo in cui si confermava che la responsabilità dell'abbattimento fosse della contraerea, che nessuno dei presenti a bordo era sopravvissuto e che il Governo bulgaro esprimeva rammarico per l'incidente promettendo altresì che una inchiesta sarebbe stata avviata.
In particolare il comunicato recitava: «La difesa contraerea non è stata in grado di identificare il velivolo e, dopo alcune salve di avvertimento, ha fatto fuoco, per cui l'apparecchio è precipitato nella zona a nord di Petrich».
La tesi dell'abbattimento da parte della contraerea era confermata dal Governo di Israele che, in una nota, esprimeva «la sbalorditiva indifferenza» con la quale la contraerea bulgara aveva fatto fuoco.
La tesi che fosse stata la contraerea a sparare era inoltre stata subito diffusa da militari greci della 10ª Divisione Ellenica di stanza in Macedonia e distaccata a circa tre chilometri dal luogo dell'incidente: i militari della guarnigione riferivano che dalla contraerea bulgara fossero partite le prime bordate contro l'apparecchio e che due motori dell'aereo avessero preso fuoco e che l'apparecchio fosse sbandato per poi schiantarsi in fiamme sul fianco del monte Beles, a poche centinaia di metri della truppe di confine greche. Le stesse truppe avrebbero addirittura visto un superstite allontanarsi dalla carcassa in fiamme dell'aereo, notizia che aveva alimentato la speranza che non tutti i passeggeri fossero periti nella tragedia.
Solo il 3 agosto 1955 l'Agenzia telegrafica bulgara, l'agenzia di stampa governativa,  diffuse la versione definitiva e ufficiale dell'incidente con questo comunicato:

«L'aereo ha sorvolato il territorio bulgaro per ben 200 chilometri, pur essendo munito d'apparecchi di bordo funzionanti. Il pilota non poteva non rendersi conto del sorvolo del territorio della Bulgaria; invitato ad atterrare da due caccia bulgari, egli non ha ottemperato all'invito ed ha proseguito il suo volo verso Sud. Vedendo che l'aereo cercava di fuggire oltre la frontiera, i caccia (e non la contraerea, come si credeva prima) hanno aperto il fuoco. L'apparecchio si è incendiato ed è precipitato nella regione di Petric.»

Fu aperta un'inchiesta, che pervenne alle seguenti conclusioni:

«L'aereo subì uno o più colpi che provocarono perdita di pressurizzazione e un incendio nel compartimento del riscaldatore. L'aereo si smembrò a mezz'aria a causa di un'esplosione innescata da pallottole che colpirono l'ala destra e probabilmente anche l'ala sinistra, assieme a uno o più proiettili di grosso calibro nella parte posteriore della fusoliera.»

## Conseguenze
Sebbene inizialmente il governo bulgaro rifiutasse di accettare responsabilità, incolpando i piloti dell'aereo di linea penetrato nel suo spazio aereo senza autorizzazione, alla fine presentò scuse formali, affermando che i piloti degli intercettori erano stati "troppo frettolosi" nello sparare all'aereo israeliano e accettò di pagare un indennizzo alle famiglie delle vittime. Come provvedimento inteso a migliorare la sicurezza, fu raccomandato l'uso di più VOR sul corridoio aereo Amber 10, al posto dell'unico utilizzato al tempo dell'incidente.